# The Simpsons: Road Rage
The Simpsons: Road Rage is een computerspel gebaseerd op de animatieserie The Simpsons.
Het spel werd ontwikkeld door Radical Enterainment en Altron, en in 2001, 2002 en 2003 uitgebracht voor de PlayStation 2, GameCube, Xbox en Game Boy Advance.
Het spel bevat 25 personages uit de animatieserie. Qua opzet is het spel gelijk aan Crazy Taxi.

## Verhaal
Mr. Burns koopt alle transportsystemen van Springfield op en vervangt de standaard bussen door "veilige" nucleaire bussen. Hij verwacht dat iedereen er dankbaar gebruik van zal maken, maar de inwoners van Springfield vinden de bussen te gevaarlijk.
Om Burns tegen te werken en wat extra geld te verdienen begint de familie Simpson een eigen taxibedrijf. Al snel volgen meer inwoners van Springfield hun voorbeeld.
Mr. Burns pikt dit niet, en probeert de taxi’s met alle mogelijke middelen te stoppen.

## Speelwijze
Het spel bevat 17 verschillende voertuigen, 7 levels (waarvan 6 ontsluitbaar) en 10 verschillende missies.
Hoofddoel van het spel is geld te verdienen als taxichauffeur. Hiervoor moeten spelers met hun taxi mensen ophalen en binnen een gestelde tijd naar hun bestemming brengen. Elk voertuig dat wordt bemachtigd kan als taxi worden gebruikt. Spelers moeten hindernissen ontwijken tijdens het rijden. Naarmate het spel vordert zal de speler meer klanten krijgen, maar ook lastigere hindernissen tegenkomen.
Daarnaast bevat het spel een aantal missies. Deze missies hebben andere doelen dan mensen ophalen en naar een bestemming brengen.
Om een nieuw voertuig of level te ontsluiten moet de speler genoeg geld verdienen. Om missies te voltooien moet de speler opdrachten uitvoeren binnen een tijdlimiet.

## Personages

### Bespeelbare personages
De bespeelbare personages en hun vaste auto’s in het spel zijn:
- Homer, die de bekende Familie sedan en een speciale Homer's Car gebruikt.
- Marge met de Canyonero SUV.
- Bart met de Honor Roller, een omgebouwde zeepkist.
- Lisa met de Electaurus.
- Abraham met de Shriners Cart. Hij is een van de snelste personages in het spel.
- Groundskeeper Willie met een Tractor. Zijn voertuig is niet snel maar kan de meeste schade weerstaan.
- Krusty, met de Klown Kar.
- Apu met een sportwagen.
- Barney met de Plow King, een sneeuwschuiver.
- Moe met een Sedan.
- Otto met de schoolbus.
- Chief Wiggum met een Politieauto.
- Ned met een Station Wagon.
- Homer als Mr. Plow met een Sneeuwschuiver.
- Eerwaarde Timothy Lovejoy met de Book-Burning Mobile.
- Snake met de Li'l Bandit.
- Professor Frink met zijn Flying car.

Cheat personages:
- Smithers met een Limo auto.
- Red box car, die door niemand wordt bestuurd maar de stem van Homer heeft.
- Nuclear Bus, wordt door niemand bestuurd.

Seizoensgebonden personages:
- Op Halloween, het personage "Halloween Bart".
- Op Thanksgiving, het personage "Thanksgiving Marge".
- Op Kerstmis, het personage "Christmas Apu".
- Op Nieuwjaarsdag, het personage "New Years Krusty"

Deze personages zijn enkel te besturen op de genoemde dag, of als de datum van de console op die dag staat ingesteld.

### Andere personages
Personages die niet bespeelbaar zijn, maar wel vaak worden gezien als passagiers zijn:
- Nelson Muntz
- Seymour Skinner
- Edna Krabappel
- Milhouse Van Houten
- Ralph Wiggum
- Burgemeester Joe Quimby
- Jasper Beardley
- Hans Moleman
- Bumblebee Man
- Kapitein Horatio McCallister
- Comic Book Guy
- Squeaky Voiced Teen

## Levels
- Evergreen Terrace
- Entertainment District
- Springfield Dam
- Nucleaire centrale van Springfield
- Downtown
- Springfield Mountains

## Missies
- Willie's Paper Shredder - Mr. Burns heeft zojuist een pro-transit krantenwinkel geopend. Met Willie moet de speler 12 van de 20 verkooppunten voor kranten verwoesten.
- Homer on the Run - Mr. Burns heet ontdekt dat Homer zijn werk heeft verlaten om een honkbalwedstrijd te zien, en nu weer naar binnen wil sluipen. De speler moet met Bart Homer binnen 25 seconden weer op zijn werk krijgen, en Mr. Burns ontlopen.
- Barney's Rage - Barney drinkt te veel bier en kruipt dronken achter het stuur. Hij moet 12 mascottes platrijden binnen een tijdslimiet.
- Otto's Driving Test - Otto moet een rijexamen afleggen met zijn bus.
- Snake's Day Off - Snake komt uit de gevangenis en moet bij wijze van taakstraf met zijn auto vaten radioactief afval omver rijden.
- They Never Take Me Alive! – Abraham vergeet zijn medicijnen in te nemen en denkt dat de vuilnisbakken achter hem aan zitten. Hij moet met zijn auto 12 vuilnisbakken omver rijden binnen een gestelde tijd.
- Save the Hovercar - Professor Frink vindt een brandstofbesparende zweefauto uit om Springfields vervuiling op te lossen. Hij moet burgemeester Joe Quimby naar het stadhuis brengen zonder Mr. Burns tegen te komen.
- Not the Trees – een houtkapbedrijf begint overal bomen om te zagen. Met Lisa moet de speler ze tegenhouden.
- Krusty's Escape - Krusty wordt de eeuwige toeristen die zijn huis opzoeken zat. Hij moet met zijn auto 15 borden die de weg naar zijn huis aangeven omver rijden.
- Burns' Arena – Homer moet Mr. Burns' plannen verhinderen door ten minste 20 standbeelden in diens tuin te vernielen.

## Varia
- Door een van de ramen van de lagere school van Springfield is een schoolbord te zien met de tekst "This is not a clue...... or is it?" Dit is de tekst die Bart op het bord schreef in de opening van de aflevering "Who Shot Mr. Burns" part one.
- In het Evergreen Terrace level is een reclamebord te zien voor een skateboardwedstrijd. Dit is een referentie naar het volgende spel: Simpsons Skateboarding.
- In het Aztec Theatre (Entertainment District level) is een filmposter te zien voor "Itchy and Scratchy: The Movie". Deze film kwam ook voor in de the gelijknamige aflevering.